# NK Sesvete
Nogometni Klub Sesvete is een Kroatische voetbalclub uit Sesvete.
Tot 2013 was de naam Radnik Sesvete. De club is sinds 2010 een satellietclub van Dinamo Zagreb wat veel jonge spelers bij Sesvete laat spelen.

## Eindklasseringen vanaf 2009
| Seizoen | Competitie       | Niveau | Eindstand | Beker     | Opmerking                                                          |
| ------- | ---------------- | ------ | --------- | --------- | ------------------------------------------------------------------ |
| 2008/09 | 2. ŽNL Zagreb    | V      | 1         | --        |                                                                    |
| 2009/10 | 1. ŽNL Centrum-A | IV     | 1         | --        |                                                                    |
| 2010/11 | 3. HNL-Zuid      | III    | 1         | --        |                                                                    |
| 2011/12 | 2. HNL           | II     | 9         | --        |                                                                    |
| 2012/13 | 2. HNL           | II     | 11        | --        |                                                                    |
| 2013/14 | 2. HNL           | II     | 5         | --        |                                                                    |
| 2014/15 | 2. HNL           | II     | 2         | --        | Geen licentie voor 1. HNL, daarom geen deelname aan pd-wedstrijden |
| 2015/16 | 2. HNL           | II     | 3         | --        |                                                                    |
| 2016/17 | 2. HNL           | II     | 4         | --        |                                                                    |
| 2017/18 | 2. HNL           | II     | 4         | 8e finale |                                                                    |
| 2018/19 | 2. HNL           | II     | 6         | --        |                                                                    |
| 2019/20 | 2. HNL           | II     | 4         | --        |                                                                    |
| 2020/21 | 2. HNL           | II     | 6         | 1e ronde  |                                                                    |
| 2021/22 | 2. HNL           | II     | 14        |           |                                                                    |
| 2022/23 | 2. HNL           | III    | 1         |           |                                                                    |
| 2023/24 | 1. HNL           | II     | 4         |           |                                                                    |
| 2024/25 | 1. HNL           | II     | .         |           |                                                                    |